# Hersilia taiwanensis
Hersilia taiwanensis är en spindelart som beskrevs av Chen 2007. Hersilia taiwanensis ingår i släktet Hersilia och familjen Hersiliidae.
Artens utbredningsområde är Taiwan. Inga underarter finns listade i Catalogue of Life.